# Тимониха (Азлецкое сельское поселение)
Тимониха — деревня в Харовском районе Вологодской области на реке Сохта. Входит в состав Шапшинского сельского поселения.
С 2006 по 2015 год входило в состав Азлецкого сельского поселения, с точки зрения административно-территориального деления — в Азлецкий сельсовет.
Расстояние по автодороге до районного центра Харовска — 61 км, до центра муниципального образования Поповки — 7 км. Ближайшие населённые пункты — Пичиха, Вахруниха, Лобаниха, Алферовская.
По переписи 2002 года население — 1 человек.
Деревня Тимониха — родина Василия Белова (1932—2012), русского писателя, одного из крупнейших представителей «деревенской прозы». С сентября 2024 года имеет статус объекта культурного наследия регионального значения как достопримечательное место «Деревня Тимониха — родина писателя В. И. Белова».